# BWF Super Series Finale 2009
Das BWF Super Series Finale 2009 war das abschließende Turnier der BWF Super Series 2009 im Badminton. Es fand in Johor Bahru, Malaysia, vom 2. bis 6. Dezember 2009 statt.

## Finalergebnisse
| Disziplin    | Sieger                                      | Finalist                                   | Ergebnis     |
| ------------ | ------------------------------------------- | ------------------------------------------ | ------------ |
| Herreneinzel | Lee Chong Wei                               | Park Sung-hwan                             | 21-17, 21-17 |
| Dameneinzel  | Wong Mew Choo                               | Juliane Schenk                             | 21-15, 21-7  |
| Herrendoppel | Jung Jae-sung Lee Yong-dae                  | Mathias Boe Carsten Mogensen               | 21-15, 21-15 |
| Damendoppel  | Wong Pei Tty Chin Eei Hui                   | Kamilla Rytter Juhl Lena Frier Kristiansen | 21-17, 21-14 |
| Mixed        | Joachim Fischer Nielsen Christinna Pedersen | Valiyaveetil Diju Jwala Gutta              | 21-14, 21-18 |

## Herreneinzel

### Gruppe A
| Starter        | Pts | Pld | W | L | SF | SA | PF  | PA  |
| -------------- | --- | --- | - | - | -- | -- | --- | --- |
| Lee Chong Wei  | 3   | 3   | 3 | 0 | 6  | 0  | 126 | 66  |
| Bao Chunlai    | 2   | 3   | 2 | 1 | 4  | 3  | 130 | 129 |
| Hsieh Yu-hsing | 1   | 3   | 1 | 2 | 3  | 4  | 110 | 133 |
| Taufik Hidayat | 0   | 3   | 0 | 3 | 0  | 6  | 93  | 131 |

| Datum            |                | Ergebnis |                | Satz 1 | Satz 2 | Satz 3 |
| ---------------- | -------------- | -------- | -------------- | ------ | ------ | ------ |
| 2. Dezember 2009 | Bao Chunlai    | 2–0      | Taufik Hidayat | 21-18  | 26-24  |        |
| 2. Dezember 2009 | Lee Chong Wei  | 2–0      | Hsieh Yu-hsing | 21-11  | 21-12  |        |
| 3. Dezember 2009 | Lee Chong Wei  | 2–0      | Taufik Hidayat | 21–6   | 21-13  |        |
| 3. Dezember 2009 | Bao Chunlai    | 2–1      | Hsieh Yu-hsing | 17-21  | 21-8   | 21-16  |
| 4. Dezember 2009 | Lee Chong Wei  | 2-0      | Bao Chunlai    | 21-13  | 21-11  |        |
| 4. Dezember 2009 | Hsieh Yu-hsing | 2-0      | Taufik Hidayat | 21-17  | 21-15  |        |

### Gruppe B
| Starter          | Pts | Pld | W | L | SF | SA | PF  | PA  |
| ---------------- | --- | --- | - | - | -- | -- | --- | --- |
| Park Sung-hwan   | 2   | 3   | 2 | 1 | 4  | 3  | 130 | 134 |
| Peter Gade       | 2   | 3   | 2 | 1 | 5  | 3  | 156 | 126 |
| Boonsak Ponsana  | 1   | 3   | 1 | 2 | 3  | 4  | 136 | 138 |
| Jan Ø. Jørgensen | 1   | 3   | 1 | 2 | 2  | 4  | 96  | 116 |

| Datum            |                  | Ergebnis |                  | Satz 1 | Satz 2 | Satz 3 |
| ---------------- | ---------------- | -------- | ---------------- | ------ | ------ | ------ |
| 2. Dezember 2009 | Peter Gade       | 2–0      | Jan Ø. Jørgensen | 21-12  | 21-15  |        |
| 2. Dezember 2009 | Park Sung-hwan   | 2–0      | Boonsak Ponsana  | 28-26  | 21-18  |        |
| 3. Dezember 2009 | Park Sung-hwan   | 2–1      | Peter Gade       | 21-12  | 7-21   | 21-15  |
| 3. Dezember 2009 | Boonsak Ponsana  | 2–0      | Jan Ø. Jørgensen | 21-9   | 21-18  |        |
| 4. Dezember 2009 | Jan Ø. Jørgensen | 2–0      | Park Sung-hwan   | 21-19  | 21-13  |        |
| 4. Dezember 2009 | Peter Gade       | 2–1      | Boonsak Ponsana  | 21-13  | 20-22  | 21-15  |

### Endrunde
|  | Halbfinale | Halbfinale     | Halbfinale | Halbfinale | Halbfinale |  |  | Finale | Finale         | Finale | Finale | Finale |
|  |            |                |            |            |            |  |  |        |                |        |        |        |
|  |            |                |            |            |            |  |  |        |                |        |        |        |
|  |            | Lee Chong Wei  | 21         | 21         |            |  |  |        |                |        |        |        |
|  |            | Peter Gade     | 17         | 16         |            |  |  |        |                |        |        |        |
|  |            |                |            |            |            |  |  |        | Lee Chong Wei  | 21     | 21     |        |
|  |            |                |            |            |            |  |  |        | Park Sung-hwan | 17     | 17     |        |
|  |            | Bao Chunlai    | 14         | 14         |            |  |  |        |                |        |        |        |
|  |            | Park Sung-hwan | 21         | 21         |            |  |  |        |                |        |        |        |
|  |            |                |            |            |            |  |  |        |                |        |        |        |

## Dameneinzel

### Gruppe A
| Starter                  | Pts | Pld | W | L | SF | SA | PF  | PA  |
| ------------------------ | --- | --- | - | - | -- | -- | --- | --- |
| Wong Mew Choo            | 3   | 3   | 3 | 0 | 6  | 1  | 139 | 183 |
| Saina Nehwal             | 2   | 3   | 2 | 1 | 5  | 2  | 132 | 110 |
| Porntip Buranaprasertsuk | 1   | 3   | 1 | 2 | 2  | 4  | 90  | 109 |
| Charmaine Reid           | 0   | 3   | 0 | 3 | 0  | 6  | 67  | 126 |

| Datum            |                          | Ergebnis |                          | Satz 1 | Satz 2 | Satz 3 |
| ---------------- | ------------------------ | -------- | ------------------------ | ------ | ------ | ------ |
| 2. Dezember 2009 | Porntip Buranaprasertsuk | 2–0      | Charmaine Reid           | 21-13  | 21-12  |        |
| 2. Dezember 2009 | Wong Mew Choo            | 2–1      | Saina Nehwal             | 21-13  | 13-21  | 21-14  |
| 3. Dezember 2009 | Saina Nehwal             | 2–0      | Charmaine Reid           | 21-14  | 21–9   |        |
| 3. Dezember 2009 | Wong Mew Choo            | 2–0      | Porntip Buranaprasertsuk | 21-9   | 21–7   |        |
| 4. Dezember 2009 | Saina Nehwal             | 2–0      | Porntip Buranaprasertsuk | 21–13  | 21–19  |        |
| 4. Dezember 2009 | Wong Mew Choo            | 2–0      | Charmaine Reid           | 21-6   | 21-13  |        |

### Gruppe B
| Starter          | Pts | Pld | W | L | SF | SA | PF  | PA  |
| ---------------- | --- | --- | - | - | -- | -- | --- | --- |
| Juliane Schenk   | 2   | 3   | 2 | 1 | 5  | 2  | 146 | 108 |
| Yao Jie          | 2   | 3   | 2 | 1 | 4  | 2  | 107 | 100 |
| Salakjit Ponsana | 2   | 3   | 2 | 1 | 4  | 3  | 121 | 128 |
| Nicole Grether   | 0   | 3   | 0 | 3 | 0  | 6  | 88  | 126 |

| Datum            |                  | Ergebnis |                  | Satz 1 | Satz 2 | Satz 3 |
| ---------------- | ---------------- | -------- | ---------------- | ------ | ------ | ------ |
| 2. Dezember 2009 | Yao Jie          | 2–0      | Salakjit Ponsana | 21-14  | 21-11  |        |
| 2. Dezember 2009 | Juliane Schenk   | 2–0      | Nicole Grether   | 21-17  | 21-14  |        |
| 3. Dezember 2009 | Salakjit Ponsana | 2–0      | Nicole Grether   | 21-17  | 21-7   |        |
| 3. Dezember 2009 | Juliane Schenk   | 2–0      | Yao Jie          | 21-13  | 21-10  |        |
| 4. Dezember 2009 | Yao Jie          | 2–0      | Nicole Grether   | 21-18  | 21-15  |        |
| 4. Dezember 2009 | Salakjit Ponsana | 2–1      | Juliane Schenk   | 22-20  | 9-21   | 23-21  |

### Endrunde
|  | Halbfinale | Halbfinale     | Halbfinale | Halbfinale | Halbfinale |  |  | Finale | Finale         | Finale | Finale | Finale |
|  |            |                |            |            |            |  |  |        |                |        |        |        |
|  |            |                |            |            |            |  |  |        |                |        |        |        |
|  |            | Wong Mew Choo  | 21         | 21         |            |  |  |        |                |        |        |        |
|  |            | Yao Jie        | 10         | 10         |            |  |  |        |                |        |        |        |
|  |            |                |            |            |            |  |  |        | Wong Mew Choo  | 21     | 21     |        |
|  |            |                |            |            |            |  |  |        | Juliane Schenk | 15     | 7      |        |
|  |            | Saina Nehwal   | 18         | 18         |            |  |  |        |                |        |        |        |
|  |            | Juliane Schenk | 21         | 21         |            |  |  |        |                |        |        |        |
|  |            |                |            |            |            |  |  |        |                |        |        |        |

## Herrendoppel

### Gruppe A
| Starter                                 | Pts | Pld | W | L | SF | SA | PF  | PA  |
| --------------------------------------- | --- | --- | - | - | -- | -- | --- | --- |
| Xu Chen Guo Zhendong                    | 3   | 3   | 3 | 0 | 6  | 1  | 148 | 119 |
| Zakry Abdul Latif Fairuzizuan Tazari    | 2   | 3   | 2 | 1 | 4  | 2  | 119 | 100 |
| Koo Kien Keat Tan Boon Heong            | 1   | 3   | 1 | 2 | 3  | 4  | 114 | 129 |
| Rian Sukmawan Yonathan Suryatama Dasuki | 0   | 3   | 0 | 3 | 0  | 6  | 99  | 132 |

| Datum            |                                      | Ergebnis |                                         | Satz 1 | Satz 2 | Satz 3 |
| ---------------- | ------------------------------------ | -------- | --------------------------------------- | ------ | ------ | ------ |
| 2. Dezember 2009 | Xu Chen Guo Zhendong                 | 2-0      | Rian Sukmawan Yonathan Suryatama Dasuki | 26–24  | 22–20  |        |
| 2. Dezember 2009 | Zakry Abdul Latif Fairuzizuan Tazari | 2–0      | Koo Kien Keat Tan Boon Heong            | 21–15  | 21–17  |        |
| 3. Dezember 2009 | Koo Kien Keat Tan Boon Heong         | 2–0      | Rian Sukmawan Yonathan Suryatama Dasuki | 21-15  | 21-14  |        |
| 3. Dezember 2009 | Xu Chen Guo Zhendong                 | 2–0      | Zakry Abdul Latif Fairuzizuan Tazari    | 21-18  | 21-17  |        |
| 4. Dezember 2009 | Xu Chen Guo Zhendong                 | 2-1      | Koo Kien Keat Tan Boon Heong            | 21-7   | 16-21  | 21-12  |
| 4. Dezember 2009 | Zakry Abdul Latif Fairuzizuan Tazari | 2-0      | Rian Sukmawan Yonathan Suryatama Dasuki | 21-13  | 21-13  |        |

### Gruppe B
| Starter                        | Pts | Pld | W | L | SF | SA | PF  | PA  |
| ------------------------------ | --- | --- | - | - | -- | -- | --- | --- |
| Jung Jae-sung Lee Yong-dae     | 3   | 3   | 3 | 0 | 6  | 0  | 126 | 101 |
| Mathias Boe Carsten Mogensen   | 2   | 3   | 2 | 1 | 4  | 3  | 134 | 125 |
| Alvent Yulianto Hendra Gunawan | 1   | 3   | 1 | 2 | 2  | 4  | 114 | 118 |
| Anthony Clark Nathan Robertson | 0   | 3   | 0 | 3 | 1  | 6  | 114 | 144 |

| Datum            |                                | Ergebnis |                                | Satz 1 | Satz 2 | Satz 3 |
| ---------------- | ------------------------------ | -------- | ------------------------------ | ------ | ------ | ------ |
| 2. Dezember 2009 | Jung Jae-sung Lee Yong-dae     | 2–0      | Anthony Clark Nathan Robertson | 21-18  | 21–13  |        |
| 2. Dezember 2009 | Mathias Boe Carsten Mogensen   | 2–0      | Alvent Yulianto Hendra Gunawan | 21–16  | 21-18  |        |
| 3. Dezember 2009 | Mathias Boe Carsten Mogensen   | 2–1      | Anthony Clark Nathan Robertson | 21-15  | 18-21  | 21-13  |
| 3. Dezember 2009 | Jung Jae-sung Lee Yong-dae     | 2–0      | Alvent Yulianto Hendra Gunawan | 21-16  | 21–16  |        |
| 4. Dezember 2009 | Jung Jae-sung Lee Yong-dae     | 2–0      | Mathias Boe Carsten Mogensen   | 21-16  | 21-16  |        |
| 4. Dezember 2009 | Alvent Yulianto Hendra Gunawan | 2–0      | Anthony Clark Nathan Robertson | 21–16  | 21–18  |        |

### Endrunde
|  | Halbfinale | Halbfinale                           | Halbfinale | Halbfinale | Halbfinale |  |  | Finale | Finale                       | Finale | Finale | Finale |
|  |            |                                      |            |            |            |  |  |        |                              |        |        |        |
|  |            |                                      |            |            |            |  |  |        |                              |        |        |        |
|  |            | Xu Chen Guo Zhendong                 | 19         | 17         |            |  |  |        |                              |        |        |        |
|  |            | Mathias Boe Carsten Mogensen         | 21         | 21         |            |  |  |        |                              |        |        |        |
|  |            |                                      |            |            |            |  |  |        | Mathias Boe Carsten Mogensen | 15     | 15     |        |
|  |            |                                      |            |            |            |  |  |        | Jung Jae-sung Lee Yong-dae   | 21     | 21     |        |
|  |            | Zakry Abdul Latif Fairuzizuan Tazari | 14         | 11         |            |  |  |        |                              |        |        |        |
|  |            | Jung Jae-sung Lee Yong-dae           | 21         | 21         |            |  |  |        |                              |        |        |        |
|  |            |                                      |            |            |            |  |  |        |                              |        |        |        |

## Damendoppel

### Gruppe A
| Starter                                    | Pts | Pld | W | L | SF | SA | PF  | PA  |
| ------------------------------------------ | --- | --- | - | - | -- | -- | --- | --- |
| Chin Eei Hui Wong Pei Tty                  | 3   | 3   | 3 | 0 | 6  | 0  | 126 | 86  |
| Kamilla Rytter Juhl Lena Frier Kristiansen | 2   | 3   | 2 | 1 | 4  | 3  | 134 | 105 |
| Charmaine Reid Nicole Grether              | 1   | 3   | 1 | 2 | 2  | 4  | 81  | 114 |
| Jenny Wallwork Gabrielle White             | 0   | 3   | 0 | 3 | 1  | 6  | 106 | 142 |

| Datum            |                                            | Ergebnis |                                            | Satz 1 | Satz 2 | Satz 3 |
| ---------------- | ------------------------------------------ | -------- | ------------------------------------------ | ------ | ------ | ------ |
| 2. Dezember 2009 | Kamilla Rytter Juhl Lena Frier Kristiansen | 2–1      | Jenny Wallwork Gabrielle White             | 16-21  | 21-16  | 21-9   |
| 2. Dezember 2009 | Chin Eei Hui Wong Pei Tty                  | 2–0      | Charmaine Reid Nicole Grether              | 21–11  | 21–11  |        |
| 3. Dezember 2009 | Chin Eei Hui Wong Pei Tty                  | 2–0      | Kamilla Rytter Juhl Lena Frier Kristiansen | 21-19  | 21-15  |        |
| 3. Dezember 2009 | Charmaine Reid Nicole Grether              | 2–0      | Jenny Wallwork Gabrielle White             | 21–17  | 21–13  |        |
| 4. Dezember 2009 | Chin Eei Hui Wong Pei Tty                  | 2–0      | Jenny Wallwork Gabrielle White             | 21–17  | 21–13  |        |
| 4. Dezember 2009 | Kamilla Rytter Juhl Lena Frier Kristiansen | 2–0      | Charmaine Reid Nicole Grether              | 21–10  | 21–7   |        |

### Gruppe B
| Starter                                           | Pts | Pld | W | L | SF | SA | PF  | PA  |
| ------------------------------------------------- | --- | --- | - | - | -- | -- | --- | --- |
| Cheng Wen-hsing Chien Yu-chin                     | 3   | 3   | 3 | 0 | 6  | 0  | 126 | 67  |
| Duanganong Aroonkesorn Kunchala Voravichitchaikul | 2   | 3   | 2 | 1 | 4  | 3  | 126 | 131 |
| Laura Choinet Weny Rahmawati                      | 1   | 3   | 1 | 2 | 2  | 5  | 117 | 144 |
| Chou Chia-chi Chang Hsin-yun                      | 0   | 3   | 0 | 3 | 2  | 6  | 135 | 162 |

| Datum            |                                                   | Ergebnis |                                                   | Satz 1 | Satz 2 | Satz 3 |
| ---------------- | ------------------------------------------------- | -------- | ------------------------------------------------- | ------ | ------ | ------ |
| 2. Dezember 2009 | Cheng Wen-hsing Chien Yu-chin                     | 2–0      | Chou Chia-chi Chang Hsin-yun                      | 21-12  | 21-6   |        |
| 2. Dezember 2009 | Duanganong Aroonkesorn Kunchala Voravichitchaikul | 2-0      | Laura Choinet Weny Rahmawati                      | 21-19  | 21-13  |        |
| 3. Dezember 2009 | Duanganong Aroonkesorn Kunchala Voravichitchaikul | 2–0      | Chou Chia-chi Chang Hsin-yun                      | 18-21  | 21-16  | 22-20  |
| 3. Dezember 2009 | Cheng Wen-hsing Chien Yu-chin                     | 2–0      | Laura Choinet Weny Rahmawati                      | 21–9   | 21–17  |        |
| 4. Dezember 2009 | Cheng Wen-hsing Chien Yu-chin                     | 2-0      | Duanganong Aroonkesorn Kunchala Voravichitchaikul | 21-10  | 21-13  |        |
| 4. Dezember 2009 | Laura Choinet Weny Rahmawati                      | 2-1      | Chou Chia-chi Chang Hsin-yun                      | 15-21  | 23-21  | 21-18  |

### Endrunde
|  | Halbfinale | Halbfinale                                        | Halbfinale | Halbfinale | Halbfinale |  |  | Finale | Finale                                     | Finale | Finale | Finale |
|  |            |                                                   |            |            |            |  |  |        |                                            |        |        |        |
|  |            |                                                   |            |            |            |  |  |        |                                            |        |        |        |
|  |            | Chin Eei Hui Wong Pei Tty                         | 21         | 21         |            |  |  |        |                                            |        |        |        |
|  |            | Duanganong Aroonkesorn Kunchala Voravichitchaikul | 15         | 18         |            |  |  |        |                                            |        |        |        |
|  |            |                                                   |            |            |            |  |  |        | Chin Eei Hui Wong Pei Tty                  | 21     | 21     |        |
|  |            |                                                   |            |            |            |  |  |        | Kamilla Rytter Juhl Lena Frier Kristiansen | 17     | 14     |        |
|  |            | Kamilla Rytter Juhl Lena Frier Kristiansen        | 21         | 10         | 21         |  |  |        |                                            |        |        |        |
|  |            | Cheng Wen-hsing Chien Yu-chin                     | 17         | 21         | 16         |  |  |        |                                            |        |        |        |
|  |            |                                                   |            |            |            |  |  |        |                                            |        |        |        |

## Mixed

### Gruppe A
| Starter                                     | Pts | Pld | W | L | SF | SA | PF  | PA  |
| ------------------------------------------- | --- | --- | - | - | -- | -- | --- | --- |
| Robert Mateusiak Nadieżda Kostiuczyk        | 3   | 3   | 3 | 0 | 6  | 0  | 127 | 98  |
| Joachim Fischer Nielsen Christinna Pedersen | 2   | 3   | 2 | 1 | 4  | 3  | 140 | 130 |
| Sudket Prapakamol Saralee Thungthongkam     | 1   | 3   | 1 | 2 | 3  | 4  | 126 | 136 |
| Ko Sung-hyun Ha Jung-eun                    | 0   | 3   | 0 | 3 | 0  | 6  | 98  | 127 |

| Datum            |                                             | Ergebnis |                                             | Satz 1 | Satz 2 | Satz 3 |
| ---------------- | ------------------------------------------- | -------- | ------------------------------------------- | ------ | ------ | ------ |
| 2. Dezember 2009 | Sudket Prapakamol Saralee Thungthongkam     | 2–0      | Ko Sung-hyun Ha Jung-eun                    | 21-14  | 21-19  |        |
| 2. Dezember 2009 | Robert Mateusiak Nadieżda Kostiuczyk        | 2-0      | Joachim Fischer Nielsen Christinna Pedersen | 21-19  | 21-18  |        |
| 3. Dezember 2009 | Joachim Fischer Nielsen Christinna Pedersen | 2–1      | Sudket Prapakamol Saralee Thungthongkam     | 19-21  | 21-18  | 21-17  |
| 3. Dezember 2009 | Robert Mateusiak Nadieżda Kostiuczyk        | 2–0      | Ko Sung-hyun Ha Jung-eun                    | 22-20  | 21–13  |        |
| 4. Dezember 2009 | Joachim Fischer Nielsen Christinna Pedersen | 2-0      | Ko Sung-hyun Ha Jung-eun                    | 21-17  | 21-15  |        |
| 4. Dezember 2009 | Robert Mateusiak Nadieżda Kostiuczyk        | 2-0      | Sudket Prapakamol Saralee Thungthongkam     | 21-12  | 21-16  |        |

### Gruppe B
| Starter                                           | Pts | Pld | W | L | SF | SA | PF  | PA  |
| ------------------------------------------------- | --- | --- | - | - | -- | -- | --- | --- |
| Anthony Clark Donna Kellogg                       | 3   | 3   | 3 | 0 | 6  | 2  | 160 | 131 |
| Valiyaveetil Diju Jwala Gutta                     | 2   | 3   | 2 | 1 | 4  | 2  | 115 | 97  |
| Hendra Gunawan Vita Marissa                       | 1   | 3   | 1 | 2 | 3  | 4  | 128 | 127 |
| Songphon Anugritayawon Kunchala Voravichitchaikul | 0   | 3   | 0 | 3 | 1  | 6  | 96  | 144 |

| Datum            |                               | Ergebnis |                                                   | Satz 1 | Satz 2 | Satz 3 |
| ---------------- | ----------------------------- | -------- | ------------------------------------------------- | ------ | ------ | ------ |
| 2. Dezember 2009 | Anthony Clark Donna Kellogg   | 2–0      | Valiyaveetil Diju Jwala Gutta                     | 21-15  | 21-16  |        |
| 2. Dezember 2009 | Hendra Gunawan Vita Marissa   | 2–0      | Songphon Anugritayawon Kunchala Voravichitchaikul | 21-14  | 21-13  |        |
| 3. Dezember 2009 | Anthony Clark Donna Kellogg   | 2–1      | Songphon Anugritayawon Kunchala Voravichitchaikul | 18-21  | 21-16  | 21-12  |
| 3. Dezember 2009 | Valiyaveetil Diju Jwala Gutta | 2–0      | Hendra Gunawan Vita Marissa                       | 21-18  | 21-17  |        |
| 4. Dezember 2009 | Valiyaveetil Diju Jwala Gutta | 2–0      | Songphon Anugritayawon Kunchala Voravichitchaikul | 21–12  | 21–8   |        |
| 4. Dezember 2009 | Anthony Clark Donna Kellogg   | 2–1      | Hendra Gunawan Vita Marissa                       | 21-15  | 16-21  | 21-15  |

### Endrunde
|  | Halbfinale | Halbfinale                                  | Halbfinale | Halbfinale | Halbfinale |  |  | Finale | Finale                                      | Finale | Finale | Finale |
|  |            |                                             |            |            |            |  |  |        |                                             |        |        |        |
|  |            |                                             |            |            |            |  |  |        |                                             |        |        |        |
|  |            | Robert Mateusiak Nadieżda Kostiuczyk        | 19         | 11         |            |  |  |        |                                             |        |        |        |
|  |            | Valiyaveetil Diju Jwala Gutta               | 21         | 21         |            |  |  |        |                                             |        |        |        |
|  |            |                                             |            |            |            |  |  |        | Valiyaveetil Diju Jwala Gutta               | 14     | 18     |        |
|  |            |                                             |            |            |            |  |  |        | Joachim Fischer Nielsen Christinna Pedersen | 21     | 21     |        |
|  |            | Joachim Fischer Nielsen Christinna Pedersen | 21         | 21         |            |  |  |        |                                             |        |        |        |
|  |            | Anthony Clark Donna Kellogg                 | 13         | 17         |            |  |  |        |                                             |        |        |        |
|  |            |                                             |            |            |            |  |  |        |                                             |        |        |        |